# Брус Перенс
Брус Перенс (енгл. Bruce Perens) је истакнута личност покрета отвореног кода, а у одређеној мери и покрета слободног софтвера. Бивши је вођа пројекта Debian GNU/Linux, главни је аутор Дефиниције отвореног кода, оснивач организације „Софтвер у јавном интересу“ (енгл. Software in the Public Interest), оснивач и први вођа пројекта Стандардна база Линукса (енгл. Linux Standard Base), први аутор апликације BusyBox, оснивач пројекта UserLinux, саоснивач Иницијативе за отворени код.